# Caistor
Caistor es una localidad situada en el condado de Lincolnshire, en Inglaterra (Reino Unido), con una población estimada a mediados de 2016 de 2811 habitantes.
Se encuentra ubicada al noreste de la Región de las Tierras Medias Orientales, cerca de la frontera con la región de Yorkshire y Humber, de la ciudad de Lincoln, del estuario del río Humber y de la costa del mar del Norte.